# Petr Dillinger

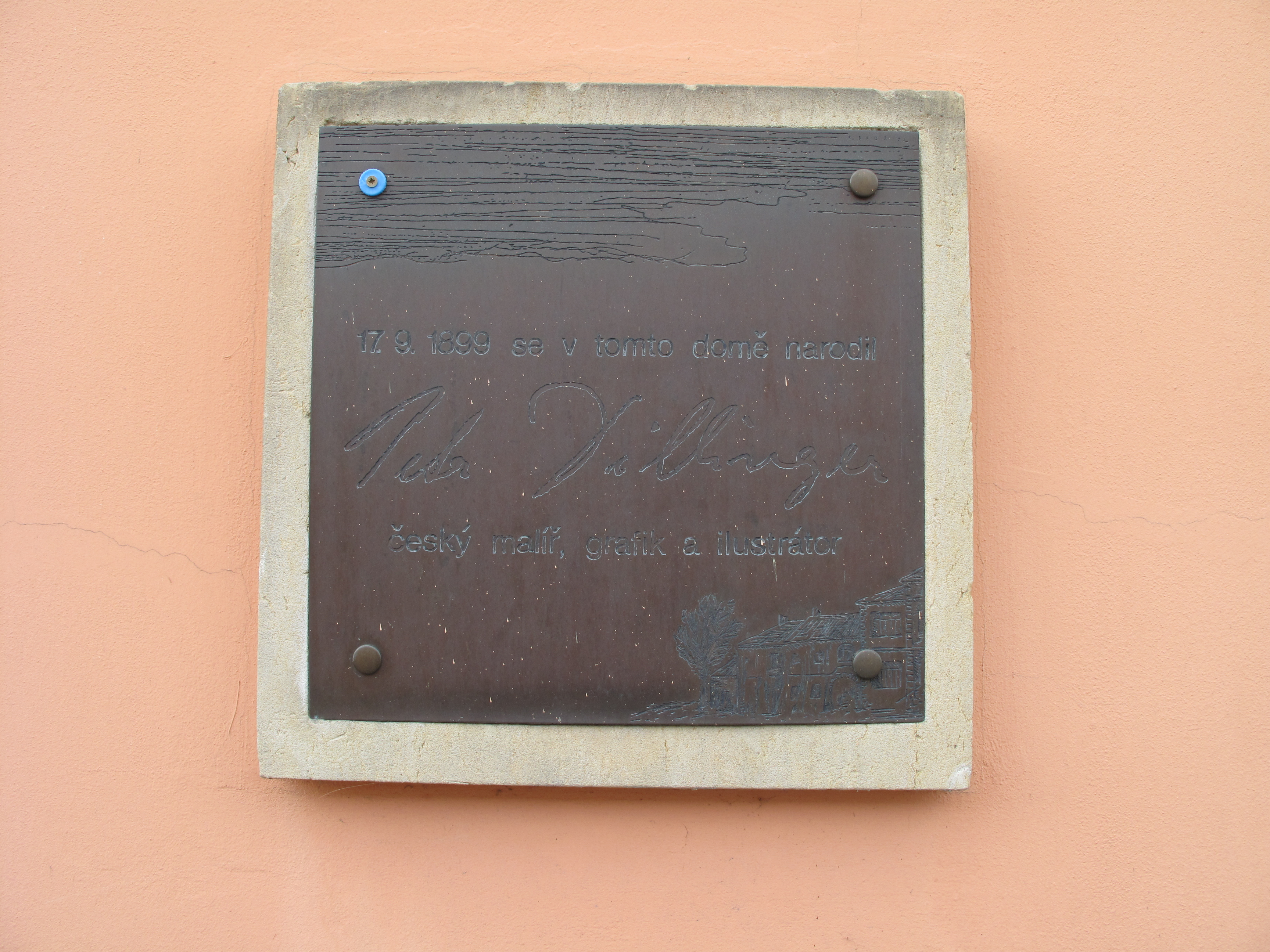
Pamětní deska na rodném domě malíře, grafika a ilustrátora Petra Dillingera v Českém Dubu

Petr Dillinger (17. září 1899 Český Dub – 24. dubna 1954 Praha) byl český akademický malíř, grafik, ilustrátor a pedagog.

## Život
Narodil se v Českém Dubu 17. září 1899 v rodině c.k. soudního kancelisty Petra Dillingera (* 1863) a jeho ženy Kláry roz. Stárkové (* 1869 Písek). V roce 1907 se s rodiči přestěhoval z Českého Dubu do Prahy. Po absolvování obecné školy pokračoval na vinohradském reálném gymnáziu, ale v roce 1916 přestoupil na Umělecko-průmyslovou školu, kde byl žákem prof. Josefa Schussera a Františka Kysely. V letech 1919-1923 pokračoval v dalším studiu na Akademii výtvarných umění v Praze. Půl roku navštěvoval malířskou školu prof. Maxmiliána Pirnera a pak pokračoval v grafické škole profesora Maxe Švabinského. Roku 1921 byl na exkursi s prof. Antonínem Matějčkem v Drážďanech a Berlíně. V roce 1923 se půl roku soukromě dovzdělával v Paříži u prof. Františka Kupky. V tomto roce ještě podnikl studijní cestu do Itálie, kde navštívil Benátky, Padovu, Florencii a některá další místa. Do Francie se vrátil ještě v letech 1929 a 1937.
V roce 1924 se Petr Dillinger stal členem Sdružení českých umělců grafiků Hollar a jeho grafiky se začaly objevoval ve spolkovém časopise a na členských výstavách doma i v zahraničí. V roce 1927 odešel do Brna, v následujícím roce se oženil s Vlastou Schättingerovou (1903–1980) a stal se profesorem na Škole uměleckých řemesel, kde vedl grafický ateliér. Od roku 1928 se stal členem „Skupiny výtvarných umělců v Brně“ a byl rovněž členem Spolku výtvarných umělců Aleš. Od roku 1930 byl stálým spolupracovníkem Lidových novin v Brně a současně spolupracoval i s dalšími redakcemi celostátních periodik. Vedle grafiky se začal zabývat i malbou. Pobyt v Brně byl jeho nejplodnějším obdobím. V létě roku 1945 odešel do Prahy na Státní grafickou školu, která sídlila v Preslově ulici na pražském Smíchově. Po její reorganizaci působil od roku 1950 na Vyšší uměleckoprůmyslové škole v Křižovnické ulici, jako vedoucí oddělení knižní a užitkové grafiky. Petr Dillinger zemřel 24. dubna 1954 v Praze a je pohřben v rodinném hrobě na Vinohradském hřbitově (F-48), spolu s oběma rodiči, manželkou Vlastou a synem Ivanem (30. července 1941 – 15. února 2013).   

### Ocenění
- 1922 – 2. cena v soutěži na Exlibris pro Spolek sběratelů a přátel Exlibris
- 1928 – Storowova cena na Mezinárodní výstavě grafiky v Los Angeles za dřevoryt Schody
- 1928 – „Diplom díků a uznání“ podpůrného spolku při akademii Výtvarných Umění v Praze
- 1930 – čestné uznání na Mezinárodní výstavě grafiky v Chicagu za dřevoryt Zahradník
- 1936 – čestné uznání na Mezinárodní výstavě ex libris v Los Angeles
- 1939 – čestné uznání Spolku českých bibliofilů za knihu A.Hejduka Cigánské melodie
- 1941 – diplom uznání za účast na výstavě „Bydlení“ pořádané v domě uměleckého průmyslu v Praze

## Dílo
Vycházel ze sociálního umění 20. let a neoklasicismu. Zabýval se náměty idealizovaného venkovského života a městské periferie (Pasáčci u vody, Pradleny, Voraři). Těžištěm tvorby Petra Dillingera byla volná grafika, zejména dřevoryt a lept.
Celkem ilustroval více než 90 knih české a světové literatury, např. Erbenovu Kytici, Babičku Boženy Němcové, Máchův Máj, romány Karolíny Světlé, dále Goethea, Musseta, Cervantese a mnohé další tituly. Často se podílel na tvorbě bibliofilských tisků. Jeho rozsáhlá grafická tvorba zahrnuje více než 350 dřevorytů, 200 leptů, suchých jehel a akvatint a 200 litografií. Tvorbě exlibris se věnoval v letech 1922–1954. Vytvořil jich více než 200, převážně dřevorytem a částečně leptem. Mnohé byly rovněž zinkografické reprodukce perokreseb.
Od roku 1976 nese jeho příjmení ulice v Brno-Řečkovicích. V roce 1995 otevřelo Podještědské muzeum v Českém Dubu „Kabinet českého malíře Petra Dillingera“ a na jeho rodném domě byla umístěna pamětní deska.

## Galerie

Údolí sv. Jána (olej na plátně) 1924
Pouštění draků (lept)
Dívčí akt (litografie)
Pradlena (barevná litografia) 1930
St. Malo (olej na šepsovaném plátně)  1931
Svatý Mořic v Olomouci
Na balkóně (barevná akvatinta) 1930